# Philipp Scharwenka
Pour les articles homonymes, voir Scharwenka.
Philipp Scharwenka est un compositeur et pédagogue allemand, né à Samter (grand-duché de Posen) le 16 février 1847 et décédé à Bad Nauheim le 16 juillet 1917.

## Biographie
Philippe Scharwenka aborde l’apprentissage de la musique avec sa mère et avec le Cantor local, mais est essentiellement autodidacte dans ses jeunes années.
Sa famille s’étant installée à Berlin, il étudie la composition avec Richard Wüerst et Heinrich Dorn à la Nouvelle Académie de musique fondée par Theodor Kullak où il commence, trois ans plus tard déjà, à enseigner, et où il se produit en concert en 1874. Cette même année, ses œuvres orchestrales commencent à être jouées.
Lorsque son jeune frère Xaver crée le Conservatoire Scharwenka (à Berlin), Philipp se joint au corps professoral, enseignant la théorie musicale et la composition. Après un séjour chez son frère aux États-Unis en 1891-1892, il retourna à Berlin pour assurer, conjointement avec Hugo Goldschmidt, la direction du conservatoire en l’absence de son frère.
Si, en 1880, l’on écrivait en France que Philipp Scharwenka « s’est fait connaître d’une façon avantageuse, ces dernières années, par diverses œuvres qui ont été bien accueillies du public » , le même auteur est nettement plus élogieux quant à son frère Xaver. De fait, la carrière de Philipp pâtit de la plus grande célébrité de son frère.
Philipp Scharwenka, dont certaines œuvres furent dirigées par Arthur Nikisch, était un professeur tenu en haute estime ; son élève le plus célèbre est Otto Klemperer.
Admiré par Max Reger qui lui dédia ses Phantasiestücke op. 26, Scharwenka reçut en 1900 le prix de l’Allgemeine Deutschen Musikverein pour sa Fantaisie dramatique op. 108. Il fut également honoré par le titre de membre titulaire de l’Académie Royale des Beaux-Arts à partir de 1901.

## Œuvres
L’œuvre de Philipp Scharwenka peut être divisée en deux périodes : durant sa jeunesse et sa maturité, il compose des pièces de genre pour orchestre et surtout pour piano, tandis qu’à partir de 1895, il se met à écrire des œuvres symphoniques et de la musique de chambre – sans toutefois oublier le piano.
Il laisse également 5 recueils de lieder pour une voix et piano ainsi que 8 cahiers d’œuvres chorales dont un avec orchestre.
Philipp Scharwenka qui, « sans posséder le talent de son frère Xaver, lui a été supérieur dans l’art de maîtriser la forme » , a composé de remarquables pièces de musique de chambre qui se distinguent par une grande imagination mélodique et rythmique. Son quintette avec piano est une « œuvre à la perfection formelle qui possède fraîcheur et originalité » . C’est aussi le cas du Trio op. 100, original dans l’ordre des mouvements : un mouvement lent suivi de deux mouvements vifs.
La grande majorité de ses œuvres a été publiée par Breitkopf & Härtel.
- Musique de chambre (liste complète)
  - Cavatine pour violoncelle & piano, op. 22
  - Menuet & Perpetuum mobile pour violon & piano, op. 24
  - Arie pour violon & piano, en ré majeur, op. 51
  - Barcarole (en sol majeur) & Polonaise (en la mineur) pour violon & piano, op. 52
  - 2 Pièces pour violoncelle & piano, op. 98 (Elégie & Caprice slave)
  - Suite pour violon & piano, op. 99 (Toccata; Ballade; Intermezzo; Récitatif; Tarantelle)
  - Trio avec piano en ut dièse mineur, op. 100
  - 4 Konzertstücke pour violon & piano, op. 104
  - Duo pour violon & alto (avec accompagnement de piano) en la majeur, op. 105
  - Sonate pour alto & piano en sol mineur, op. 106
  - Sonate pour violon & piano en si mineur, op. 110
  - Trio avec piano en sol majeur, op. 112
  - Sonate pour violon & piano en mi mineur, op. 114
  - Sonate pour violoncelle & piano en sol mineur, op. 116
  - Quatuor à cordes en ré mineur, op. 117
  - Quintette avec piano en si mineur, op. 118
  - Quatuor à cordes en ré majeur, op. 120
  - Trio avec piano en mi mineur, op. 121
- Musique pour orchestre (liste complète)
  - Sérénade, op. 19
  - Danses populaires polonaises, op. 20
  - Wald- und Berggeister, op. 37
  - Liebesnacht, op. 40
  - Ouverture festive, op. 43
  - Suite arcadienne, op. 76
  - Frühlingswogen, poème symphonique, op. 87
  - Traum und Wirklichkeit, poème symphonique, op. 92
  - Concerto en sol majeur pour violon & orchestre, op. 95
  - Symphonie en ré mineur, op. 96
  - Fantaisie dramatique en si mineur, op. 108
  - Symphonia brevis en mi bémol majeur, op. 115

## Discographie
- Trios avec piano op. 100 et op. 112, et Sonate pour violoncelle & piano op. 116, par le Trio Parnassus (MDG 303 0532-2, 1994)
- Trio avec piano, op. 100; Elégie & Caprice slave, op. 98; Abendstimmungen pour piano, op. 107 n° 1, 2 & 3; Sonate pour violon & piano, op. 110, par le Romantic Chamber Group of London (Olympia – 1999)
- Sonate op. 106 (+ œuvres de Reinecke, Joachim et Fuchs), par Jutta Puchhammer-Sédillot, alto & Elise Desjardins, piano (Eclectra – 2003)
- Quatuors à cordes op. 117 et op. 120 ; Quintette avec piano op. 118, par le Quatuor Mannheimer & Thomas Duis, piano (MDG 336 0889-2)
- Liebesnacht, op. 40 ; Suite arcadienne, op. 76 ; Frühlingswogen, op. 87, par le Gavle Symphony Orchestra, dir. Christopher Fifield (Sterling STR 1071, 2007)
- Œuvres pour piano à 4 mains : Lieder und Tanzweisen, op. 54; Stimmungsbilder op. 57; Herbstbilder, op. 59 (+ Valses op. 44 de Xaver Scharwenka), par Elzbieta Kalvelage & Michael Krucker, piano (Koch Schwann, 2000)
- Œuvres pour violon et piano : Sonate en si mineur, op.110; Sonate en mi mineur, op. 114; Suite, op.99, par Natalia Prishepenko, violon et Oliver Triendl, piano (TYXart TXA 16075 - 2016)